# كارلتون جي. يونغ
كارلتون جي. يونغ (بالإنجليزية: Carleton G. Young) هو ممثل أمريكي، ولد في 26 مايو 1907 بنيويورك في الولايات المتحدة، وتوفي في 11 يوليو 1971 في الولايات المتحدة بسبب سرطان.

## وصلات خارجية
- كارلتون جي. يونغ على موقع IMDb (الإنجليزية)
- كارلتون جي. يونغ على موقع ديسكوغز (الإنجليزية)
- كارلتون جي. يونغ على موقع قاعدة بيانات الفيلم (الإنجليزية)